# Чжэньцзян
Чжэньцзя́н (кит. упр. 镇江, пиньинь Zhènjiāng) — городской округ в провинции Цзянсу КНР.

## История
После того, как на территории Китая возникло первое централизованное государство — империя Цинь — то на этих землях в 211 году до н. э. был создан уезд Гуян (谷阳县). В 210 году до н. э., когда император Цинь Шихуан отправился в поездку на восток, он повелел пробить дорогу сквозь горы Цзинсяшань, и уезд был переименован в Даньту (丹徒县).
В 209 году Сунь Цюань перенёс в район современного Цзинкоу свою резиденцию, и здесь было построено укрепление.
Во времена империи Суй в 595 году была учреждена область Жуньчжоу (润州), власти которой разместились в административном центре уезда Даньту. Во времена империи Сун в 1113 году она была поднята в статусе, став Чжэньцзянской управой (镇江府). После Синьхайской революции в Китае была проведена реформа административного деления, в ходе которой управы были ликвидированы.
В 1928 году уезд Даньту был переименован в уезд Чжэньцзян.
После того, как коммунисты во время гражданской войны в 1949 году форсировали Янцзы и приступили к освобождению от власти Гоминьдана земли на южном её берегу, для управления лежащими южнее Янцзы территориями провинции Цзянсу 27 апреля 1949 года был образован Специальный административный район Сунань. Под его юрисдикцией, в частности, был создан Специальный район Чжэньцзян (镇江专区), в который вошли 1 город и 10 уездов (в апреле 1949 года уезд Чжэньцзян был разделён на город Чжэньцзян и уезд Даньту). В 1953 году специальные административные районы Субэй и Сунань были объединены в провинцию Цзянсу, в подчинение властям которой перешёл Специальный район Чжэньцзян. В 1954 году город Чжэньцзян стал городом провинциального подчинения.
В 1956 году уезд Уцзинь был передан из Специального района Чжэньцзян в Специальный район Сучжоу (苏州专区), а уезд Исин перешёл из состава Специального района Сучжоу в состав Специального района Чжэньцзян; уезд Янчжун был передан в состав Специального района Янчжоу (扬州专区), но затем возвращён в состав Специального района Чжэньцзян; из состава Специального района Янчжоу в Специальный район Чжэньцзян были переданы уезды Лухэ, Ичжэн и Пуцзян, но затем они были возвращены в состав Специального района Янчжоу.
В 1958 году власти Специального района Чжэньцзян (镇江专区) переехали из Чжэньцзяна в Чанчжоу, и Специальный район Чжэньцзян был переименован в Специальный район Чанчжоу (常州专区), в подчинение которому перешли города Чанчжоу и Чжэньцзян. Уезд Цзянин был передан под юрисдикцию властей Нанкина, а уезд Даньту — присоединён к городу Чжэньцзян. Уезд Уцзинь был передан из Специального района Сучжоу в состав Специального района Чанчжоу.
В 1959 году власти специального района вернулись из Чанчжоу в Чжэньцзян, и район был переименован обратно. В 1960 году уезд Уцзинь был присоединён к городу Чанчжоу.
В 1962 году Чанчжоу вновь стал городом провинциального подчинения, а уезд Уцзинь выведен из-под его юрисдикции и передан в состав Специального района Чжэньцзян; был воссоздан уезд Даньту, а уезд Цзяннин был возвращён из-под юрисдикции Нанкина в состав Специального района Чжэньцзян.
В 1970 году Специальный район Чжэньцзян был переименован в Округ Чжэньцзян (镇江地区). В 1971 году уезд Цзяннин был передан в состав Нанкина.
В марте 1983 года был расформирован округ Чжэньцзян, а вместо него образованы городские округа Чжэньцзян и Чанчжоу; на территории бывшего города Чжэньцзян были образованы Городской район и Пригородный район. 9 июня 1983 года Городской район был переименован в район Цзиньшань (金山区), был создан район Бэйгу (北固区) а Пригородный район был расформирован. 17 августа 1983 года районы Цзиньшань и Бэйгу были вновь объединены в Городской район, и был вновь создан Пригородный район.
В октябре 1984 года Городской район был переименован в район Цзинкоу, а Пригородный район — в район Жуньчжоу.
В 1987 году уезд Даньян был преобразован в городской уезд.
В 1994 году уезд Янчжун был преобразован в городской уезд.
В 1995 году уезд Цзюйжун был преобразован в городской уезд.
В 2002 году уезд Даньту был преобразован в район городского подчинения.

## Население
Местное население говорит на диалекте Нижней Янцзы севернокитайского языка, который вытеснил локальный диалект языка у. Многочисленные трудовые мигранты говорят на различных диалектах севернокитайского языка.

## Административно-территориальное деление
Городской округ Чжэньцзян делится на 3 района, 3 городских уезда:
| Карта                                         | Статус   | Название | Иероглифы     | Пиньинь | Площадь (км²) | Население (2010) |
| --------------------------------------------- | -------- | -------- | ------------- | ------- | ------------- | ---------------- |
| Цзинкоу Жуньчжоу Даньту Янчжун Даньян Цзюйжун |          |          |               |         |               |                  |
| Район                                         | Цзинкоу  | 京口区   | Jīngkǒu qū    | 337     | 510 000       |                  |
| Район                                         | Жуньчжоу | 润州区   | Rùnzhōu qū    | 129     | 1 009 000     |                  |
| Район                                         | Даньту   | 丹徒区   | Dāntú qū      | 593     | 287 000       |                  |
| Городской уезд                                | Даньян   | 丹阳市   | Dānyáng shì   | 1047    | 811 000       |                  |
| Городской уезд                                | Янчжун   | 扬中市   | Yángzhōng shì | 331     | 280 000       |                  |
| Городской уезд                                | Цзюйжун  | 句容市   | Jùróng shì    | 1387    | 588 000       |                  |

## Экономика

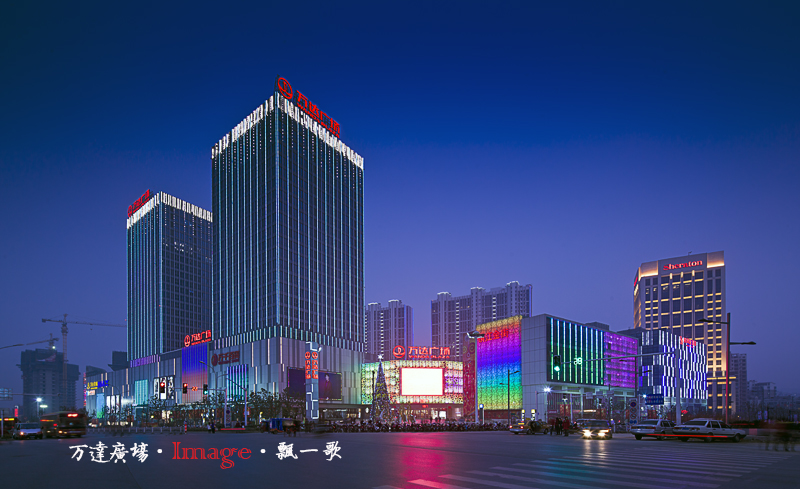
Wanda Plaza

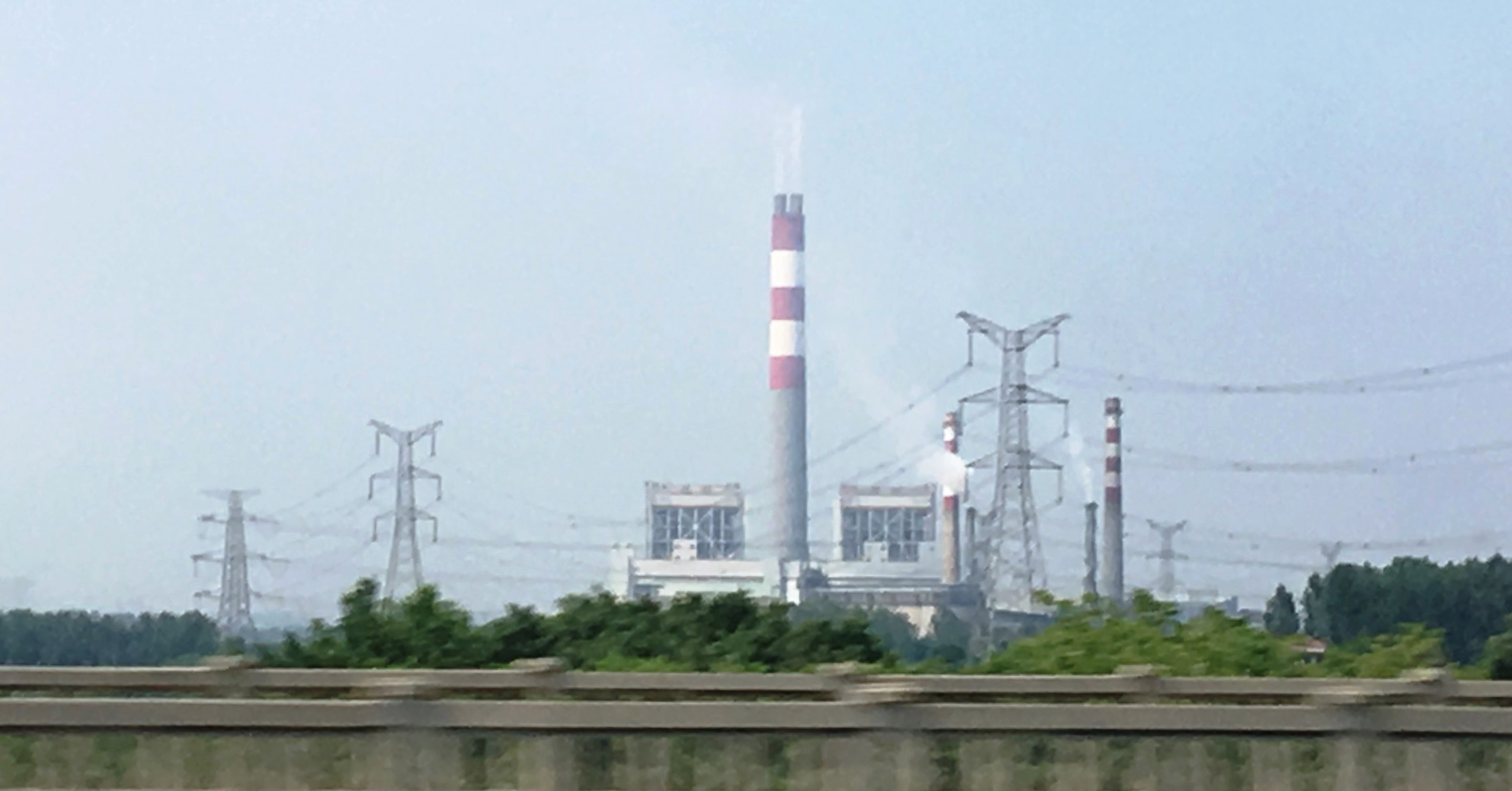
Чжэньцзянская ТЭС

Чжэньцзян является крупных промышленным и логистическим центром в дельте Янцзы, между Шанхаем и Нанкином. В 2003 году в Чжэньцзяне была основана Zhenjiang Export Processing Zone. Округ славится производством чёрного рисового уксуса и соевого соуса, разведением тутового шелкопряда, свиней, домашней птицы и пресноводной рыбы, выращиванием риса, фасоли и листовых овощей. 

### Промышленность
В округе базируются такие крупные промышленные предприятия, как бумажные фабрики Gold East Paper, Dadong Pulp & Paper и Jiangsulimin Paper Packaging, химические заводы Sopo Corporation и Zhengdan Chemical Industry, деревообрабатывающая фабрика Dare Power Dekor Home, мебельная фабрика Dare Furniture, заводы медицинского оборудования Yuyue Medical Equipment & Supply и INTCO Medical Products, уксусная фабрика Hengshun Vinegar Industry, маслозавод China Grain Reserves Corporation (Sinograin), текстильная фабрика Danmao Textile, завод солнечных панелей China Energy Conservation and Environmental Protection Group (CECEP Solar Technology), фармацевтическая фабрика Jibeier Pharmaceutical, завод автокомплектующих Inteva Products.

### Розничная торговля
Крупнейшими торговыми центрами являются Central Plaza, Wanda Plaza, Suning Plaza и Greenland Central Plaza.

## Транспорт

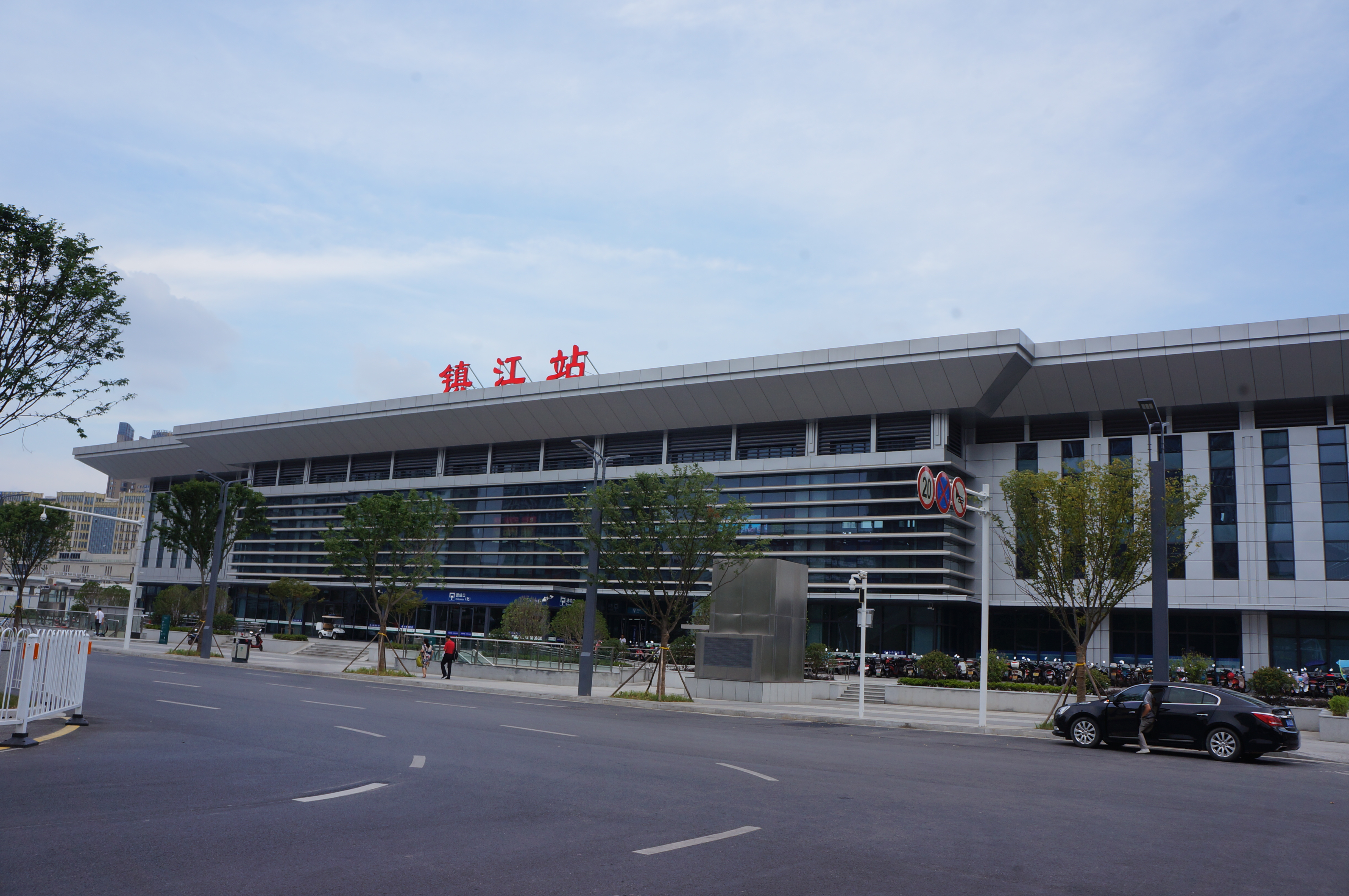
Чжэньцзянский вокзал

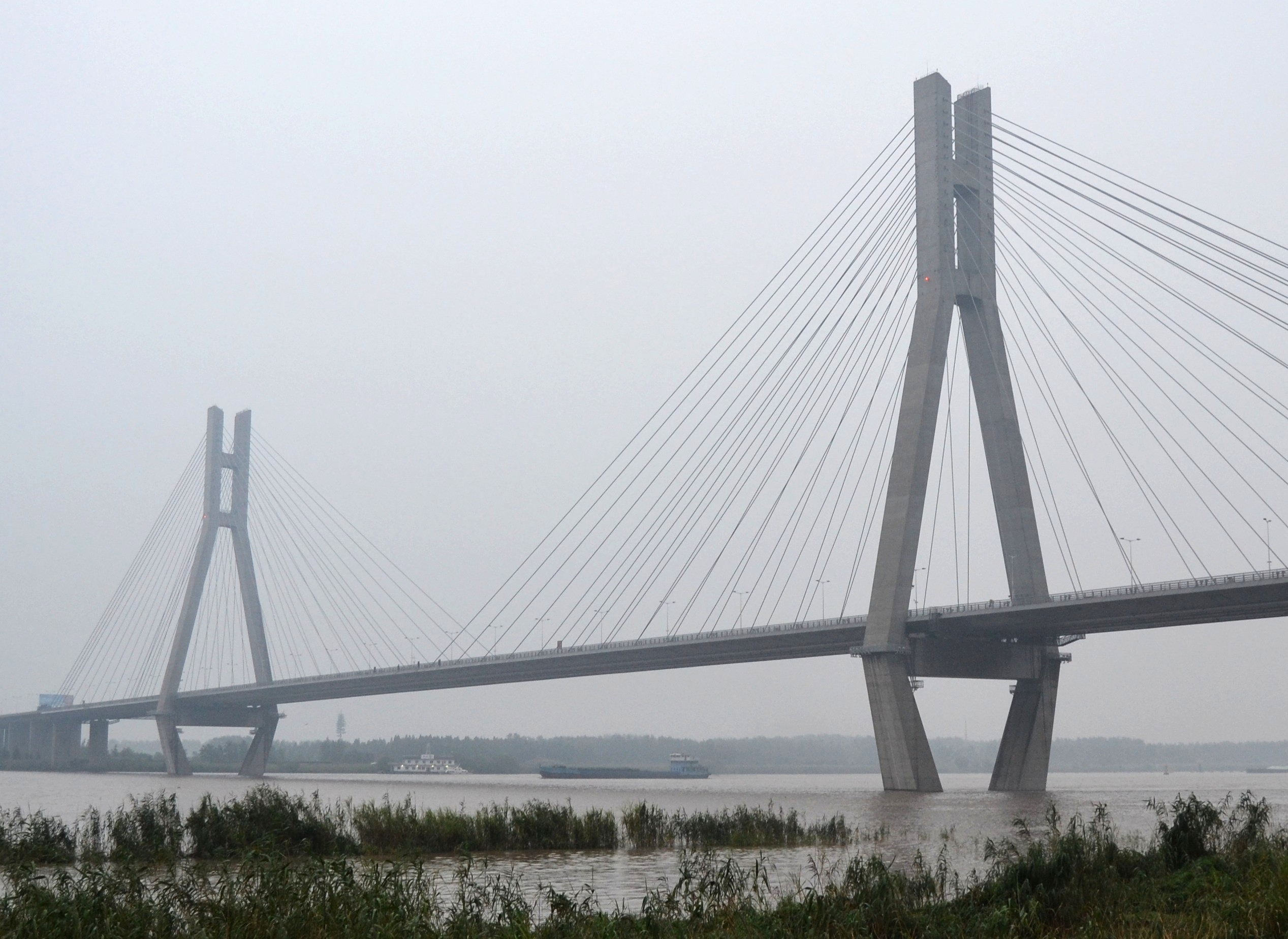
Жуньянский мост

### Железнодорожный
В 1906 году через Чжэньцзян прошла железная дорога Нанкин — Шанхай. Сегодня главными транспортными узлами города являются Южный вокзал, через который проходит Пекин-Шанхайская высокоскоростная железная дорога, и Чжэньцзянский вокзал, через который проходят железная дорога Пекин — Шанхай и Нанкин-Шанхайская скоростная междугородняя железная дорога.
В декабре 2019 года был введён в эксплуатацию 108-километровый участок скоростной линии Чжэньцзян — Хуайань — Ляньюньган. Специально для этой линии через Янцзы построен железнодорожно-автомобильный мост Уфэншань.

### Автомобильный
Через территорию Чжэньцзяна проходит национальное шоссе Годао 312, связывающее Шанхай с городом Кульджа на границе с Казахстаном. В Чжэньцзяне расположены несколько автомобильных мостов через реку Янцзы, в том числе Жуньянский висячий мост, по которому проходит скоростное шоссе Пекин — Шанхай, и мост Тайчжоу, по которому проходит скоростное шоссе Фунин — Лиян.
Имеется широкая сеть городских автобусных маршрутов, управляемых через систему «умного транспорта».

### Водный
Речной порт Чжэньцзяна обслуживает грузовое и пассажирское судоходство по Янцзы и Великому каналу. Причалы простираются на 34 км вдоль берега и разделены на шесть портовых районов — Даган, Гаоцзи, Лунмэнь, Цзяньби, Гаоцяо и Янчжун.

## Здравоохранение

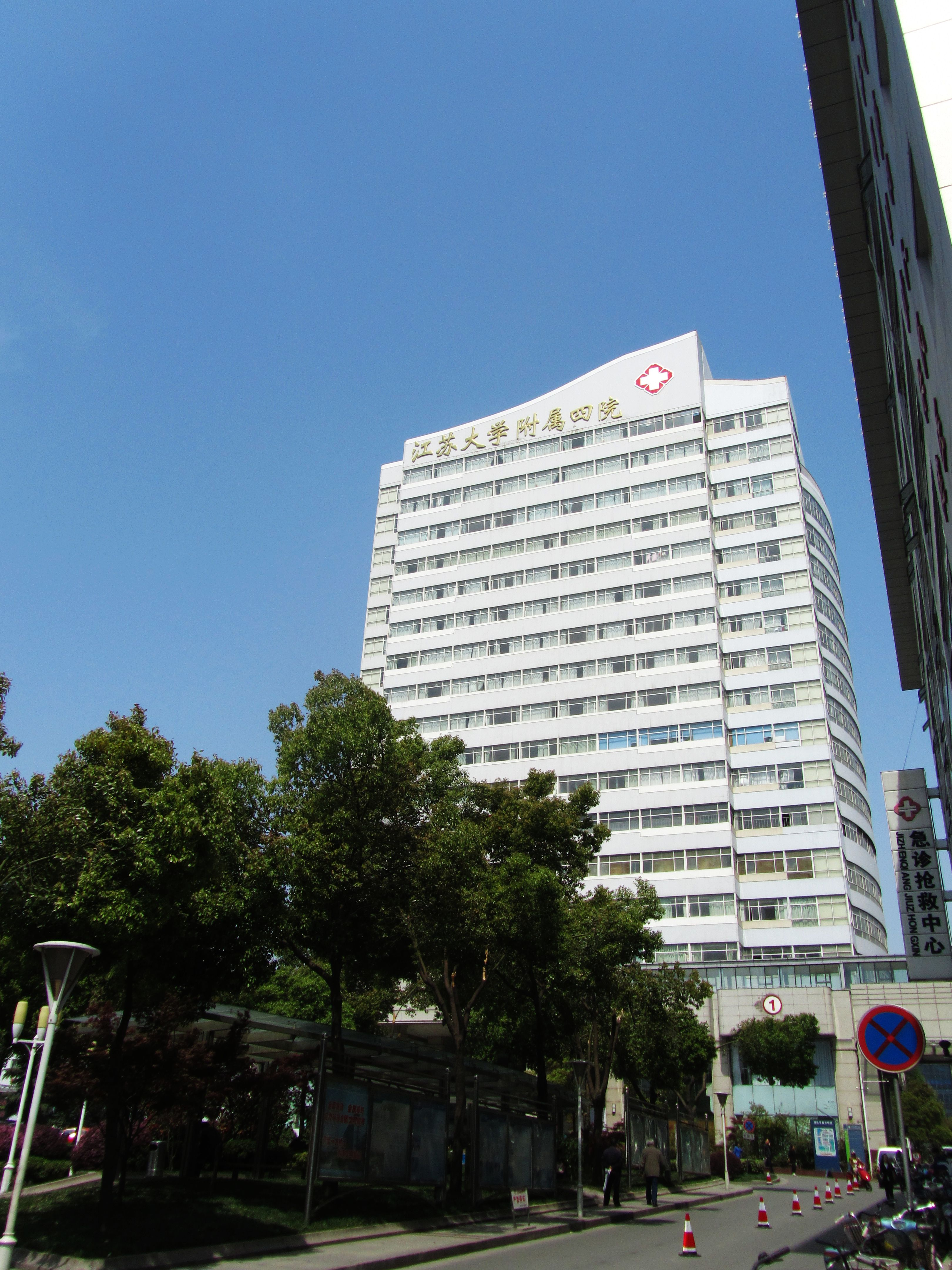
Четвёртая народная больница

- Первая народная больница
- Четвёртая народная больница

## Культура
- Чжэньцзянский музей
- Чжэньцзянская библиотека

## Наука и образование
- Университет Цзянсу
- Научно-технологический университет Цзянсу
- НИИ выращивания шелкопряда Академии сельскохозяйственных наук Китая

## Видные уроженцы
На территории современного Чжэньцзяна родились учёный Гэ Хун (283), литературный критик Лю Се (465), учёный Ма Сянбо (1840), писатель Лю Э (1857), лингвист Люй Шусян (1904), политик Ли Ланьцин (1932), учёный Се Сяньдэ (1934), политик Тан Цзясюань (1938), шахматистка Ли Жофань (1978).

## Города-побратимы
Чжэньцзян является городом-побратимом следующих городов:
- Цу, Япония (1984)
- Темпе, США (1989)
- Лак-Мегантик, Канада (1995)
- Измит, Турция (1996)
- Курасики, Япония (1997)
- Лондрина, Бразилия (1997)
- Иксан, Республика Корея (1998)
- Мангейм, Германия (2004)
- Ставрополь, Россия (2012)
- Саранск, Россия (2024)

## Галерея

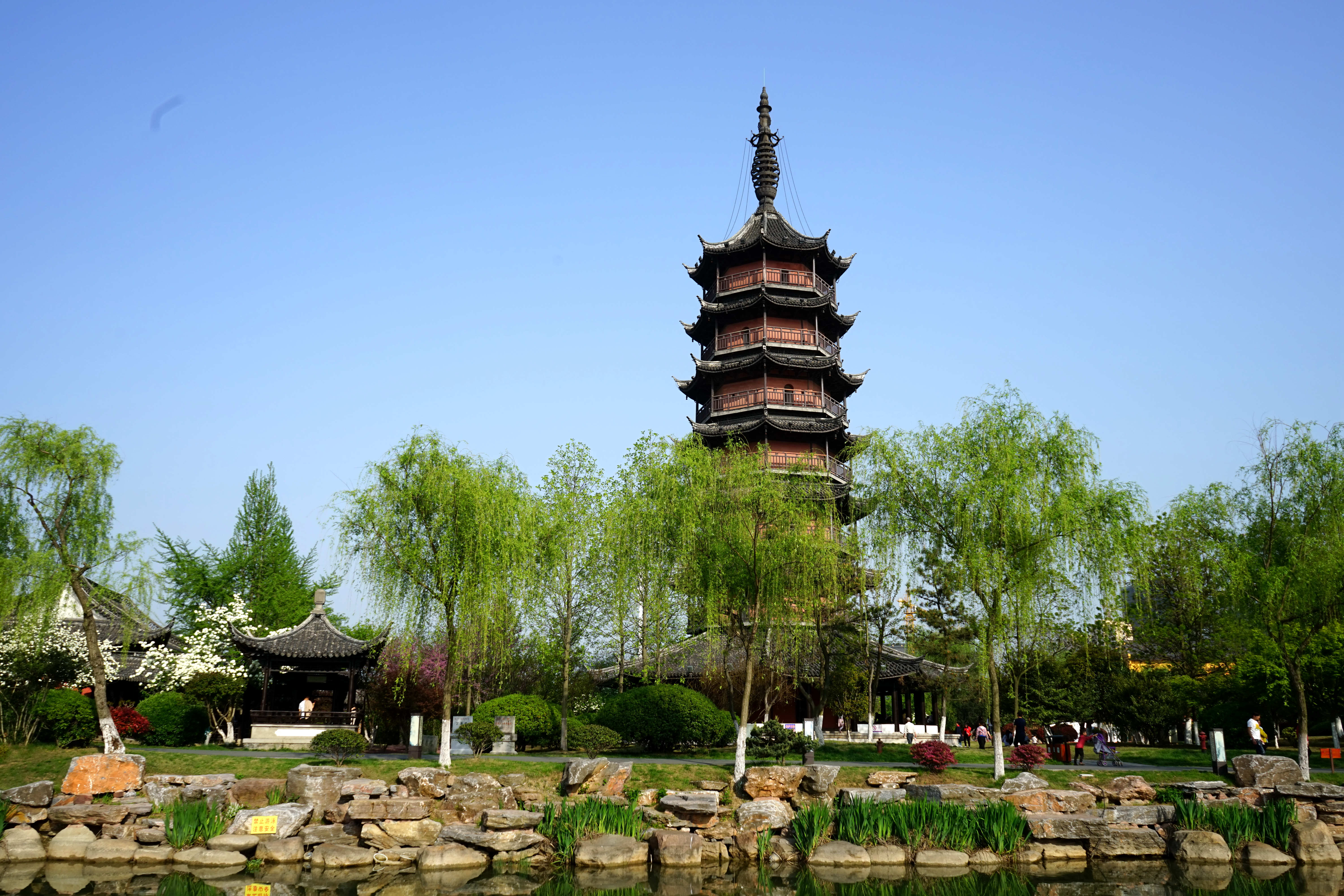
Пагода Ваньшань
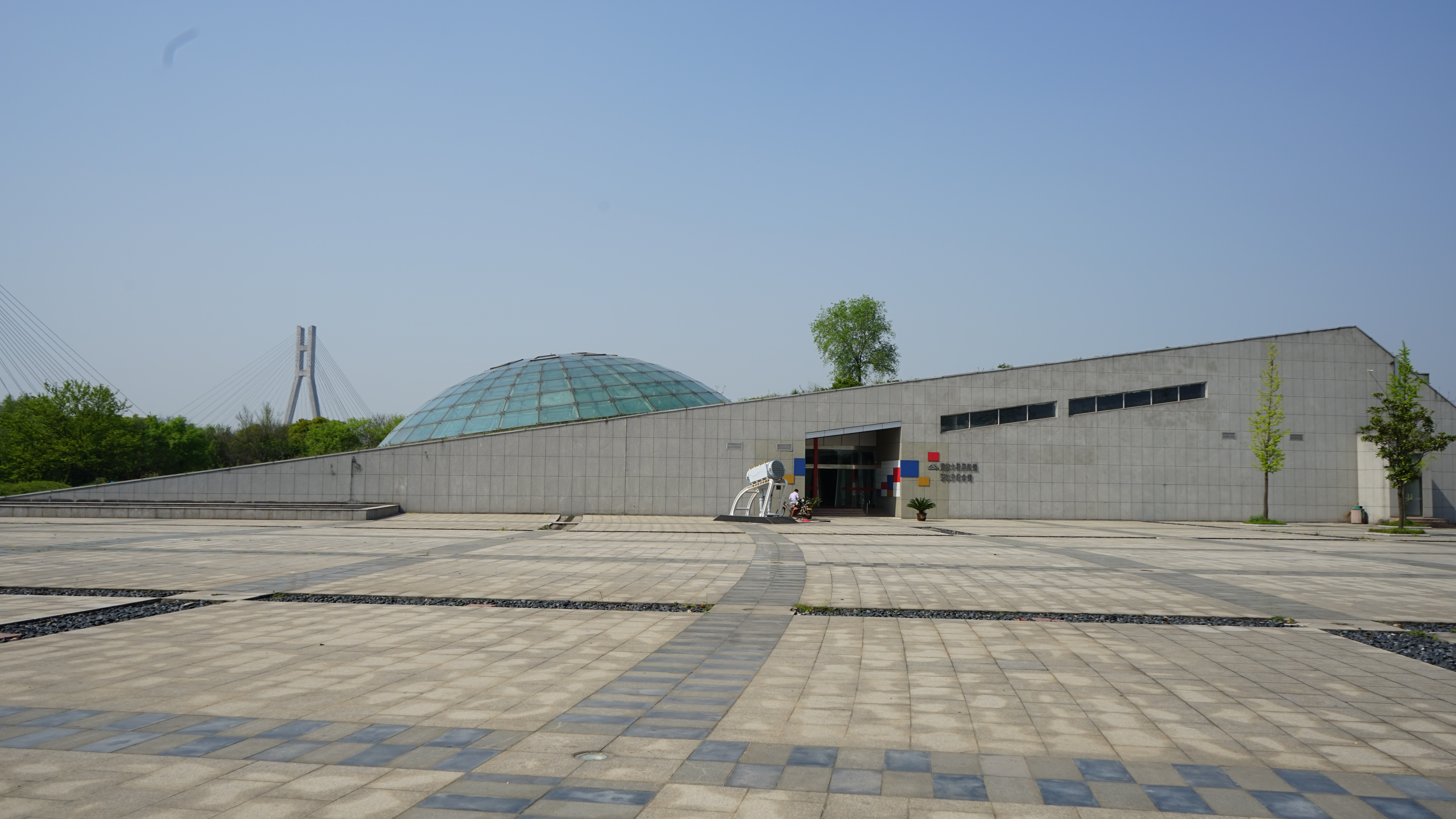
Мемориальный зал Мао Ишэна